# دیمیتروفکا
دیمیتروفکا (به لاتین: Dimitrovka) یک منطقه مسکونی در جمهوری آذربایجان است که در شهرستان اسماعیل‌لی واقع شده‌است.